# Katapult za letala
Katapult za letala je naprava, ki se uporablja na letalonosilkah za hitro pospeševanje letala do vzletne hitrosti. Nameščen je pod vzletno stezo na letalonosilki in se pritrdi na nosno kolo letala. Letalo pospeši do vzletne hitrosti na sorazmerno kratki razdalji, precej manj od polovice dolžine superletalonosilke (91 m). Pospeševanje traja 2-4 sekunde. Palubna letala morajo imeti za ta namen ojačano sprednje kolo, na katerega se priključi katapult.
Prva lažja letala so bila lansirana s hidravlični katapulti. 
Potem so se pojavila težja reaktivna letala in so razvili parni katapult, ki je razvil precej večje potiske. Parni katapult rabi približno 600 kg pare za izstrelitev in ima približno 5 % izkoristek energije. Izstrelitvena enegija je približno 95 MJ (28 kWh)
V prihodnost se bo uporabljal električni katapult, t. i. EMALS (Electromagnetic Aircraft Launch System), ki uporablja linearni električni motor. EMALS je v primerjavi s parnimi katapulti precej lažji, potrebuje manj prostora, manj vzdrževanja, je zanesljivejši, potrebuje manj časa in porabi manj energije. Je tudi bolj prijazen do letal, pospešuje bolj linearno in ne v sunkih. Dovede približno 30 MJ več energije od parnega. Lahko lansira 45 tonsko letalo do 240 km/h. Je tudi bolj prilagodljiv in lahko lansira več vrst letal, tudi manjših. Pospeševalna steza je dolga 91 metrov.
V nekaterih primerih, če je mogoče, se letalonosilka usmeri proti vetru in razvije največjo hitrost, tako da imajo letala čim boljše pogoje za lansiranje in pristajanje. Katapulte uporabljajo ameriške superletalonosilke in francoska Charles de Gaulle. Druge manjše letalonosilke uporabljajo letala harrier, ki so prirejena za kratke vzlete. Nekatere letalonosilke imajo t. i. skakalnico (Ski Jump), npr. ruski Su-33 (Su-27K) vzleta brez katapulta (sicer pri manjši vzletni teži) z ruskih letalonosilk.
| EMALS                                                                       |                           |
| A computer generated model of the linear induction motor used in the EMALS. |                           |
| Končna hitrost                                                              | 28–103 m/s (100-370 km/h) |
| Energija pri izstrelitvi                                                    | 122 MJ (34 kWh)           |
| Čas enega cikla                                                             | 45 seconds                |
| Teža sistema                                                                | < 225 000 kg              |
| Volumen sistema                                                             | < 425 m³                  |